# Сломники (гмина)
Сломники (пол. Słomniki) — городско-сельская гмина (волость) в Польше, входит как административная единица в Краковский повет, Малопольское воеводство. Административным центром гмины является город Сломники. Население гмины составляет 13 589 человек (на 2004 год).

## Демография
| Перепись                       | Всего   | Всего | Женщины | Женщины | Мужчины | Мужчины |
| ------------------------------ | ------- | ----- | ------- | ------- | ------- | ------- |
| Единицы                        | человек | %     | человек | %       | человек | %       |
| Население                      | 13 589  | 100   | 7021    | 51,7    | 6568    | 48,3    |
| Плотность населения (чел./км²) | 122     | 122   | 63      | 63      | 59      | 59      |

## Населённые пункты
Броньчице, Вагановице, Весола, Венжерув, Забоже, Загае-Смроковске, Кацице, Кемпа, Липна-Воля, Милоцице, Муняковице, Недзьведзь, Орлув, Поляновице, Прандоцин, Прандоцин-Высёлек, Прандоцин-Илы, Ратаюв, Смрокув, Чехи, Щепановице, Тронтновице, Яниковице, Янушовице.

## Соседние гмины
1. Гмина Голча
2. Гмина Ивановице
3. Гмина Коцмыжув-Любожица
4. Гмина Конюша
5. Гмина Мехув
6. Гмина Радземице